# Plethora
Plethora (griechisch πληθώρα plethóra, deutsch ‚Fülle, Überfülle, Genüge‘) bezeichnet ein Symptom, das mit einer Volumenvermehrung einer Körperflüssigkeit einhergeht.
Als Plethora vera („echte Überfülle“, auch Plethora sanguine) wird eine vermehrte Blutfülle bei gesteigerter Blutbildung bezeichnet. Ursachen sind eine Vermehrung der Blutzellen wie bei der Polycythaemia vera (als einer Myeloproliferativen Neoplasie mit Vermehrung der roten und weißen Blutkörperchen sowie der Blutplättchen), aber auch sekundäre Polyglobulien wie in der Folge eines erhöhten Sauerstoffbedarfs bei Atemwegs- bzw. Herz-Kreislauf-Erkrankungen, einer vermehrten Erythropoetin-Bildung unterschiedlicher Ursache oder eines Pickwick-Syndroms (einer Atemstörung durch übermäßige Adipositas). 
Ausdruck einer Plethora sind ein stark gerötetes Gesicht und blaurote Schleimhäute (Zyanose).